# Grupo de Exércitos Norte
O Grupo de Exércitos Norte (em alemão:  Heeresgruppe Nord) foi um grupo de exércitos da Alemanha Nazi que atuou durante a Segunda Guerra Mundial, sendo redesignado Grupo de Exércitos B (Heeresgruppe B) em 3 de outubro de 1939 e foi reformado a partir do Grupo de Exércitos C (Heeresgruppe C) em maio de 1941.
Foi redesignado Heeresgruppe Kurland em 25 de janeiro de 1945 e foi reformado a partir do Heeresgruppe Mitte em janeiro de 1945.
Acabou sendo dispensado em 5 de abril de 1945 sendo usado para formar o 12º Exército (12. Armee).

## Comadantes
| Comandante                                    | Data                                            |
| --------------------------------------------- | ----------------------------------------------- |
| Generalfeldmarschall Fedor von Bock           | (1 de setembro de 1939 - 3 de Outubro de 1939)  |
| Generalfeldmarschall Wilhelm Ritter von Leeb  | (? maio de 1941 - 16 de Janeiro de 1942)        |
| Generalfeldmarschall Georg von Küchler        | (16 de janeiro de 1942 - 9 de Janeiro de 1944)  |
| Generalfeldmarschall Walter Model             | (9 de janeiro de 1944 - 31 de março de 1944)    |
| Generaloberst Georg Lindemann                 | (31 de março de 1944 - 1 de julho de 1944)      |
| Generaloberst Johannes Frießner               | (1 de julho de 1944 - 25 de julho de 1944)      |
| Generalfeldmarschall Ferdinand Schörner       | (25 de julho de 1944 - 17 de janeiro de 1945)   |
| Generaloberst Heinrich von Vietinghoff-Scheel | (18 de janeiro de 1945 - 25 de janeiro de 1945) |
| Generaloberst Dr Lothar Rendulic              | (27 de janeiro de 1945 - 10 de março de 1945)   |
| Generaloberst Walter Weiss                    | (12 de março de 1945 - 5 de abril de 1945)      |

## Membros Notáveis
- Ferdinand Schörner (Recebedor da Cruz de Cavaleiro da Cruz de Ferro com Folhas de Carvalho, Espadas e Diamantes)